# Jacques-Arsène d'Arsonval
Jacques-Arsène d'Arsonval (1851 – 1940) è stato un biofisico e fisiologo francese.
È famoso per aver progettato e costruito un particolare tipo di galvanometro che prende il suo nome.